# Sjöliljor
Liljestjärnor, Crinoidea, är en klass av vattenlevande djur, som liknar en palm fast ofta färggladare. Den artrikaste ordningen i klassen är hårstjärnorna (Comatulida). De med stjälk kallas för sjöliljor och innefattar flera ordningar. En sjölilja som sitter fast i underlaget med sin fot eller en färgad hårstjärna som omslingrar en havsalg ser mer ut som en växt än som ett djur. Sjöliljorna anses vara de äldsta nu levande tagghudingarna då deras förfäder levde i de paleozoiska haven redan för 500 miljoner år sedan. Antalet armar varierar beroende på art; det kan vara mellan 5 och 200 och de har ofta kortare sidogrenar.
Utseendet avslöjar ingenting om att liljestjärnan är en tagghuding, utan det är ambulakralsystemet som finns i djuret som avslöjar det.

## Två typer
Det finns två typer av nutida liljestjärnor, oskaftade och skaftade. De indelas i fem ordningar. Gruppen Isocrinda har ett segmenterat meterlångt skaft som har bågböjda krokar. De oskaftade hårstjärnorna har sina krokar invid de tentakellika radialgrenarna. Nästan 90% av klassen crinoidea hör till hårstjärnorna.

## Beteende
När liljestjärnan ska äta liknar den en liten palm eller en slags solfjäder. De slanka armarna vajar i vattnet och de klibbiga ambulakralfötterna sträcker sig efter mat. Längs mittlinjen löper en fåra med flimmerhår på radialarmarnas ovansida. Slem från ambulakralfötterna rinner längs fåran, och föda som fastnat i slemmet transporteras på så sätt till munnen. Ambulakralfötterna sitter i grupper om tre och tre på var sida om mittfåran. Armarna leder sedan vidare till munöppningen, som finns på den kupolformade överdelen av den lilla kroppen. Munnen har inga tuggredskap, så endast små, mjuka planktonorganismer och dött organiskt material duger som föda. Näringsupptagning med ambulakralfötterna är karakteristiskt för sjöliljorna och uppenbarligen också för de numera utdöda tagghudingar som liknade sjöliljorna. Först senare i utvecklingen fick fötterna också andra uppgifter i andra grupper av tagghudingar.

## Biotoper

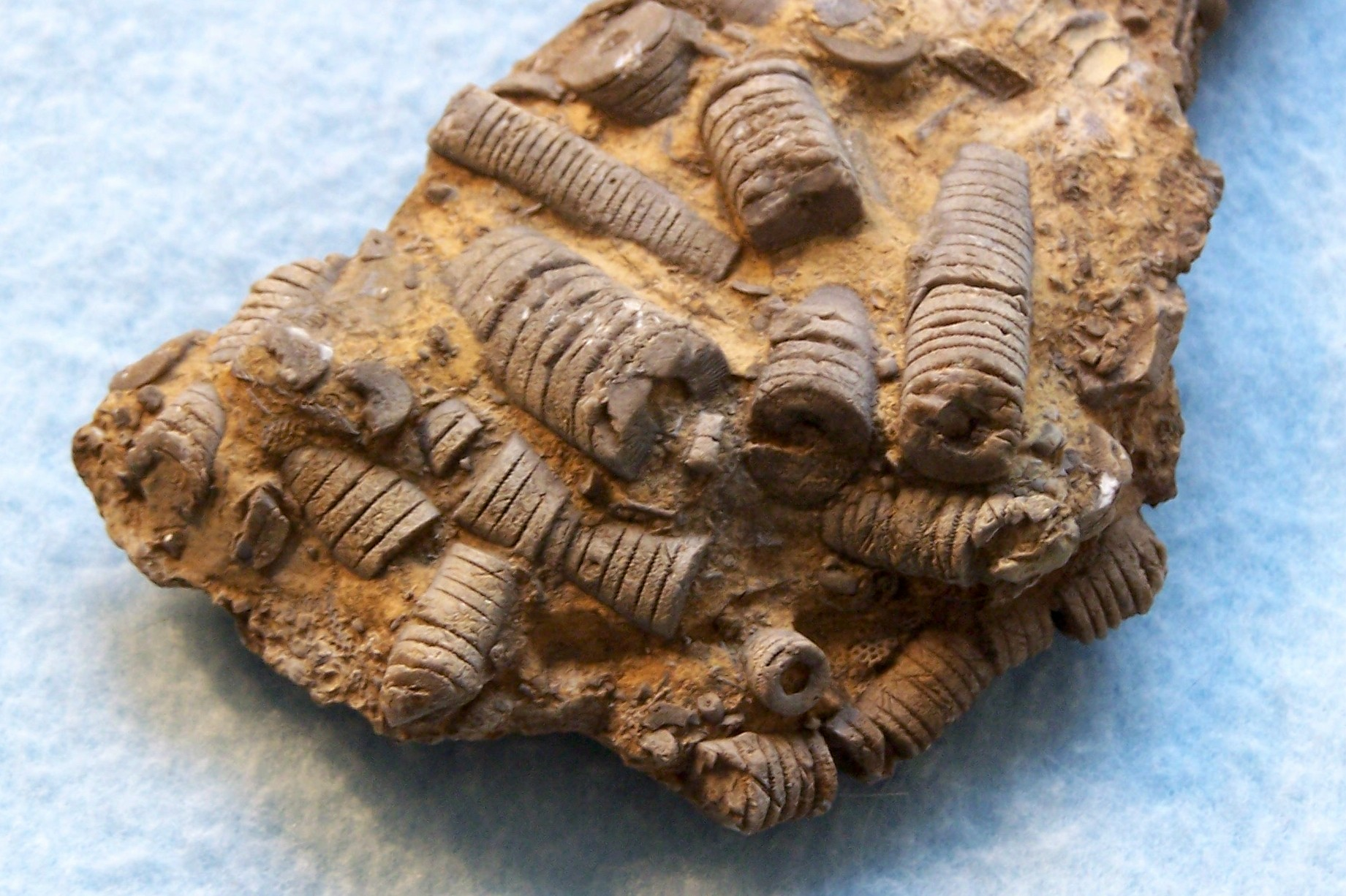
Fossil av sjölilja från Arkansas

Sjöliljor levde i haven redan för 500 miljoner år sedan, och ännu för 
300-500 miljoner år sedan fanns det många fler arter i gruppen än vad det finns idag. De flesta av de utdöda arterna och grupperna var sessila, det vill säga fastsittande. På Stora Barriärrevet i Australien kan man fortfarande påträffa mer än 50 olika arter inom ett relativt begränsat område, men det är bara en liten del av forna tiders artrikedom. Hårstjärnorna kan simma genom att dra sina radialarmar uppåt och neråt likt en bläckfisk och krypa på botten med sina krokhårsspetsar.

## Fortplantning
Sjöliljorna är hanar eller honor fastän könskörtlar saknas. Könscellerna bildas i säckar inne i radial- eller fjädergrenarna. Under parningstiden spricker radialarmarna och cellerna sprids ut i vattnet. Det sker samtidigt hos flera individer så att det säkert ska lyckas. Larven som bildas blir sedan en vitellarialarv som ser ut som en tunna och har flimmerhårskrans. Den äter ingenting förrän den har sjunkit till botten och får den vuxnas utseende.

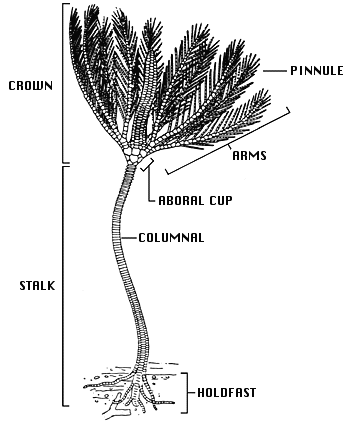
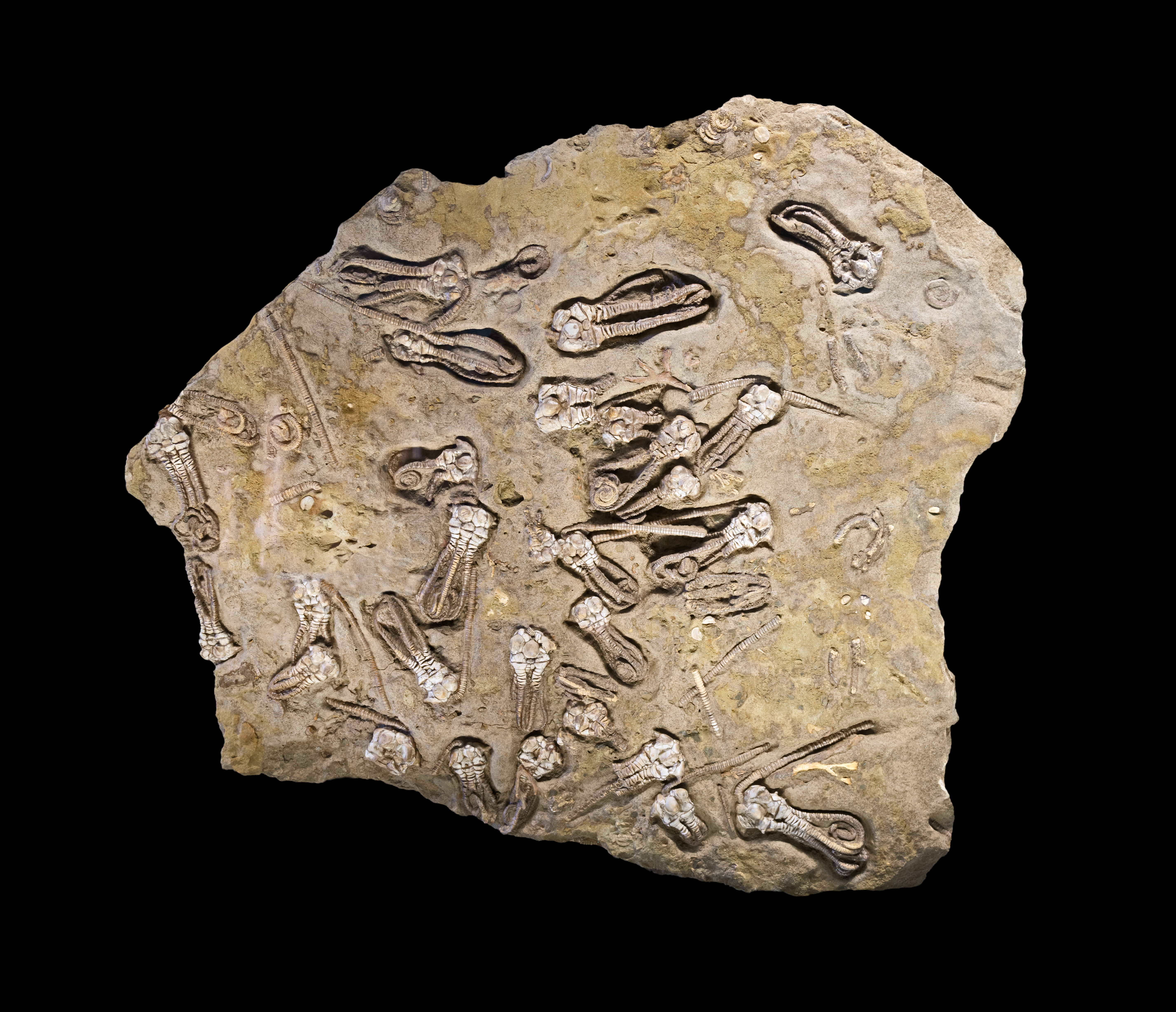
Jimbacrinus bostocki
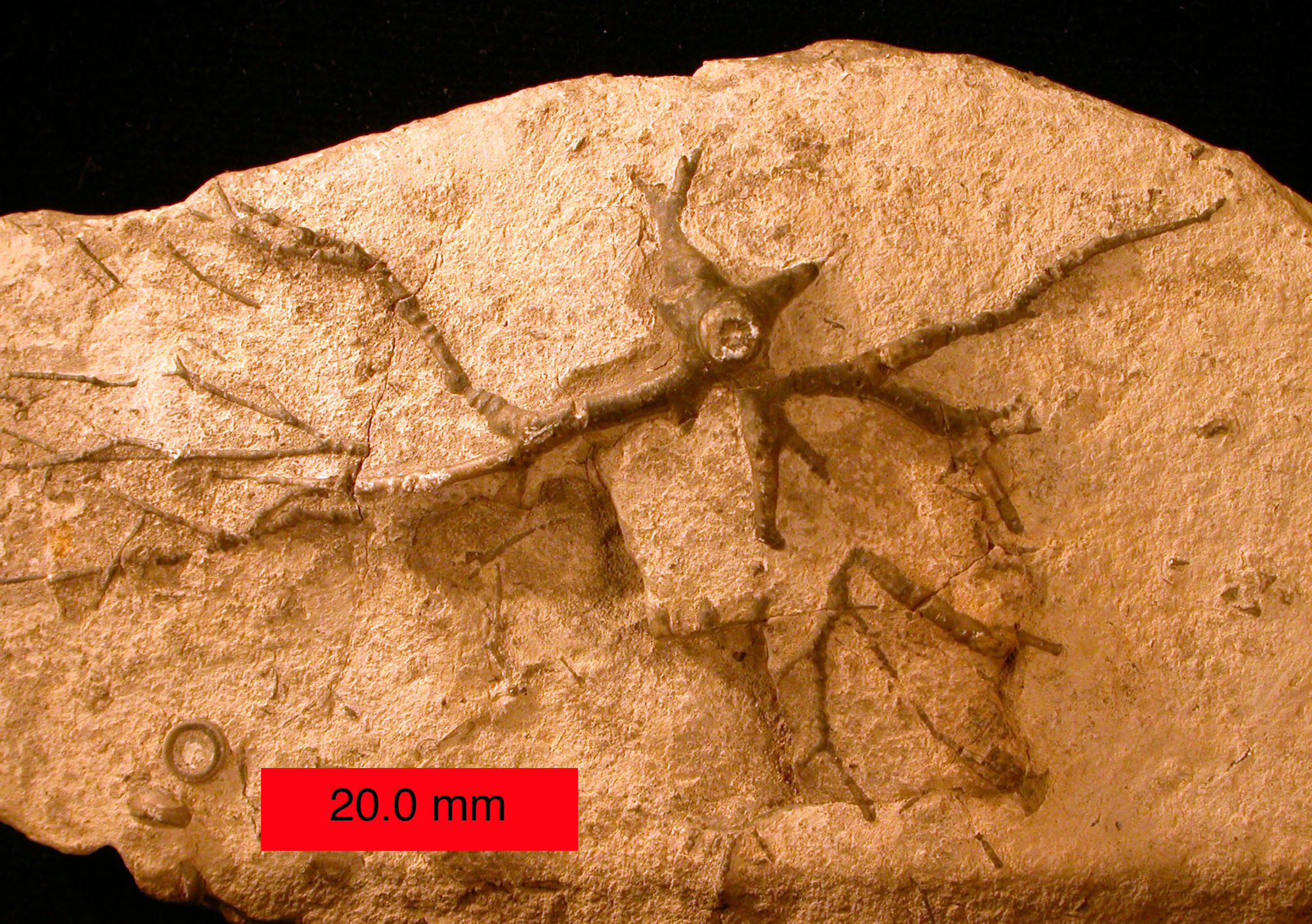
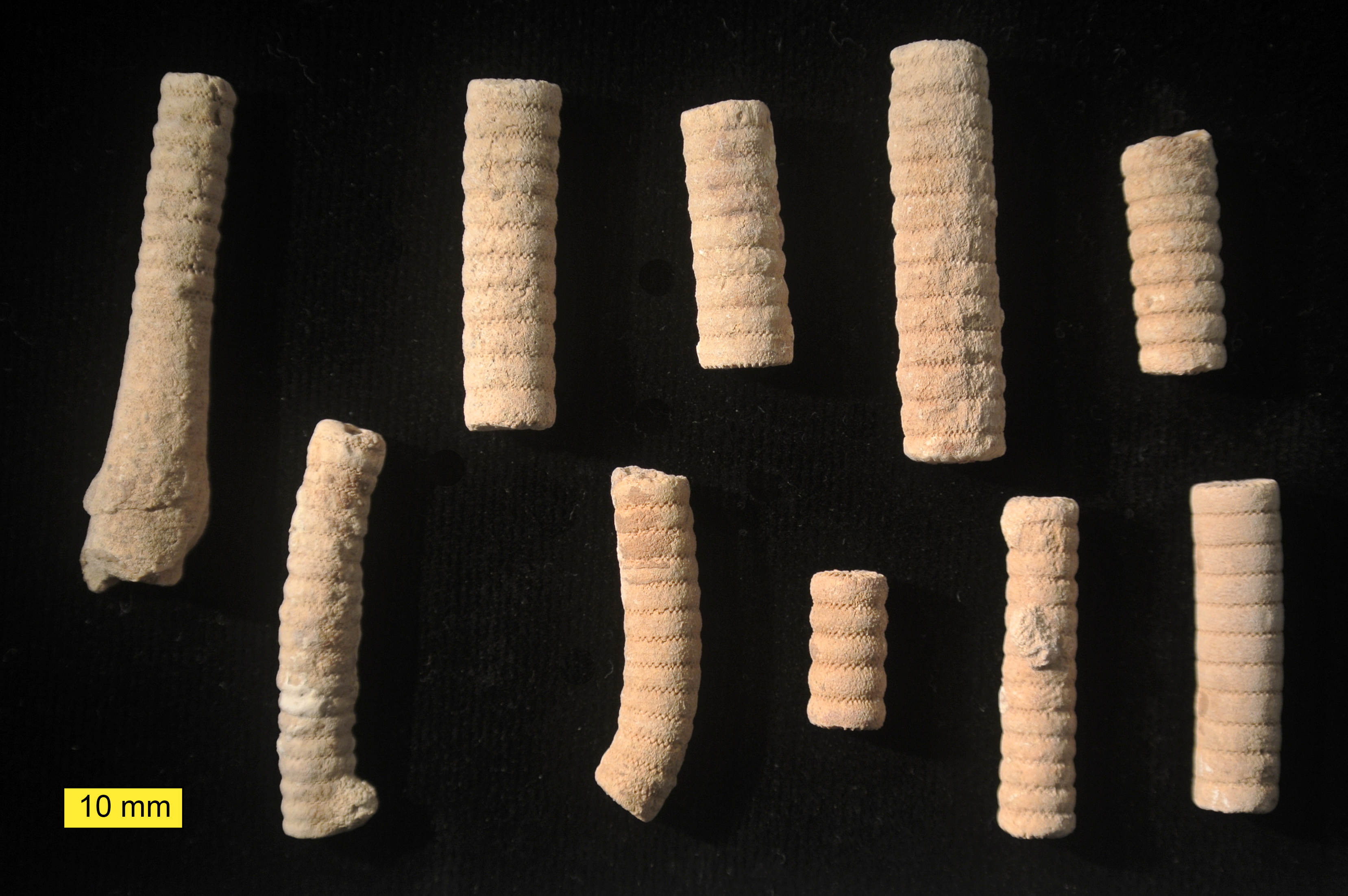
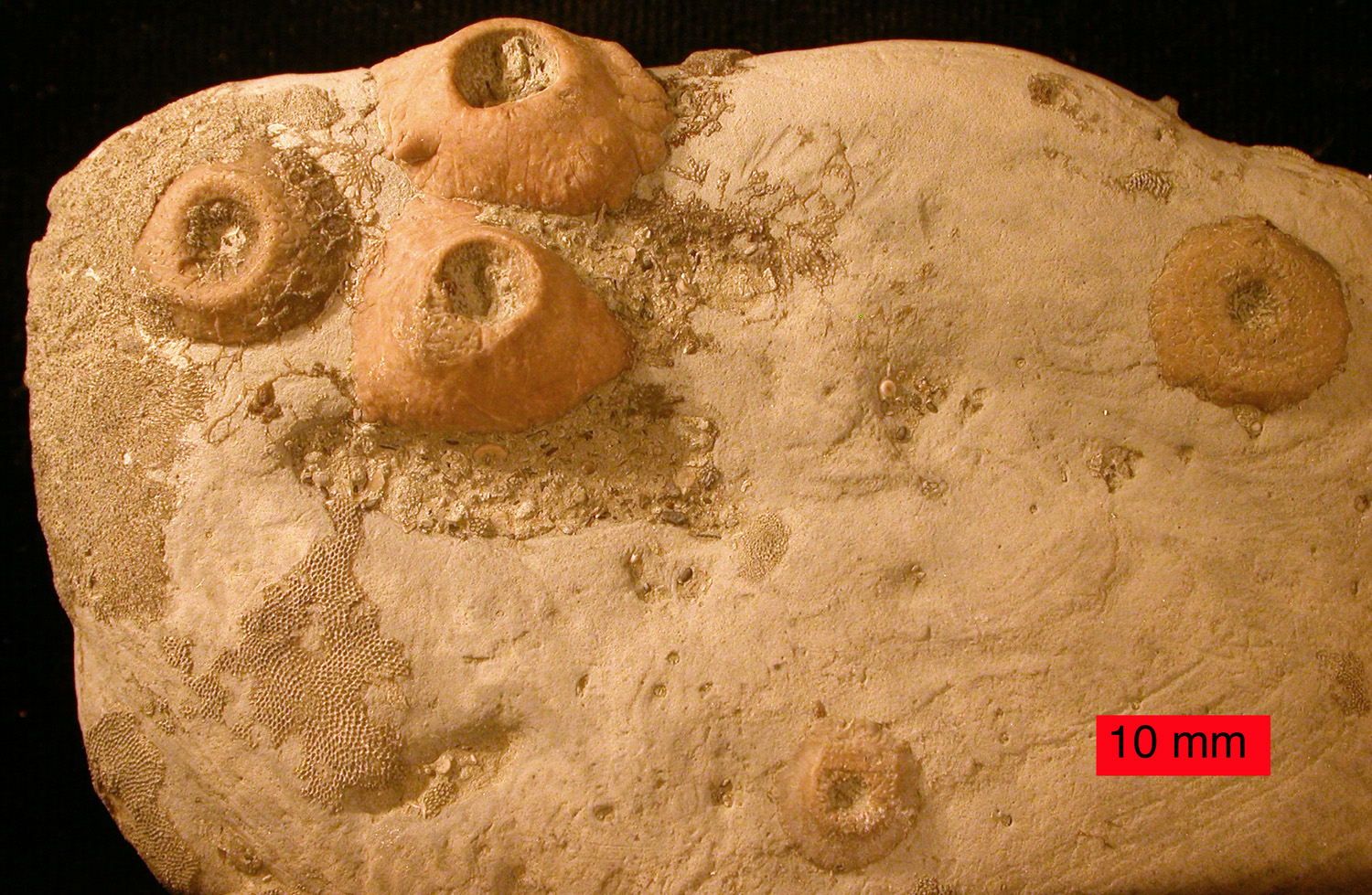
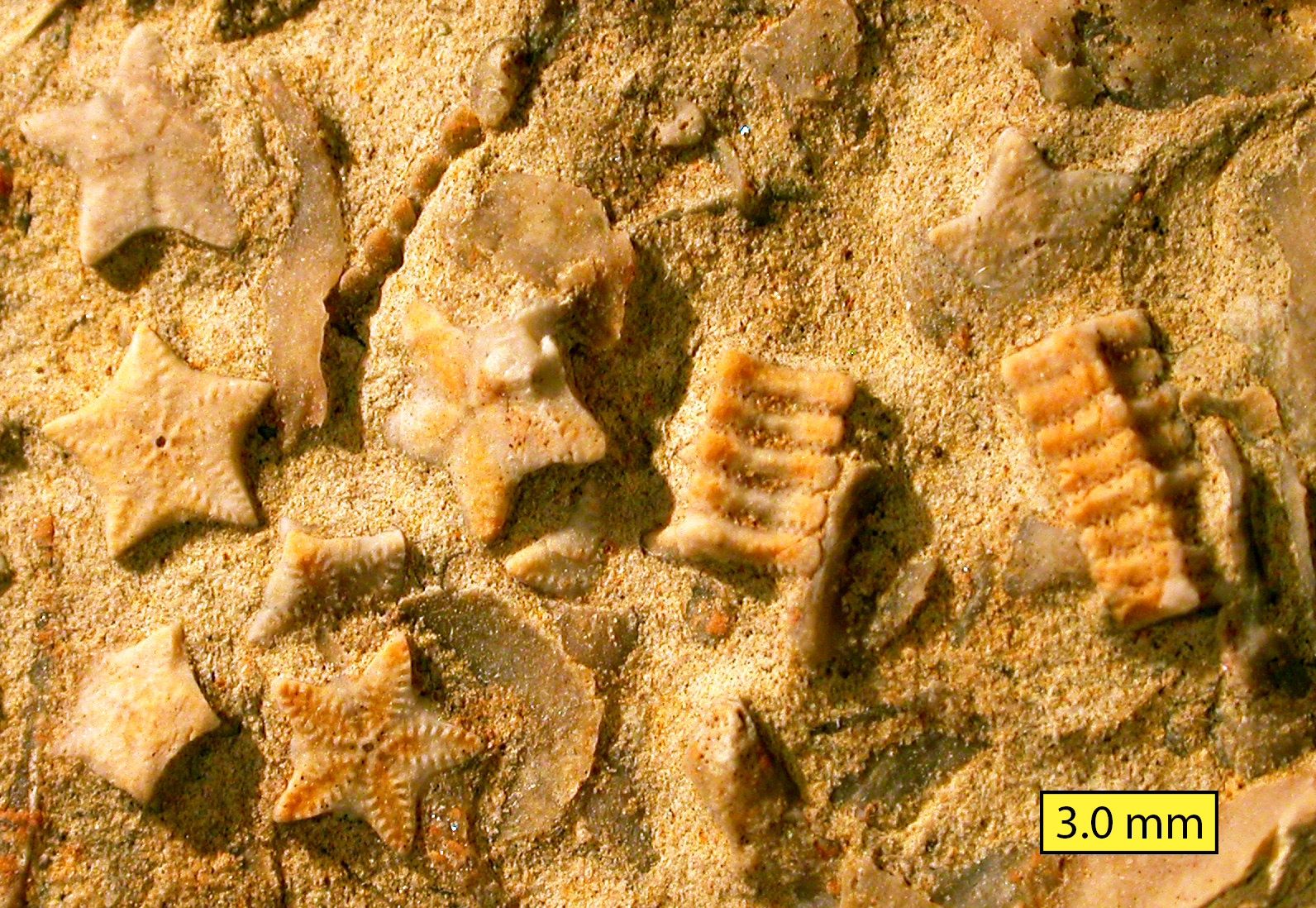
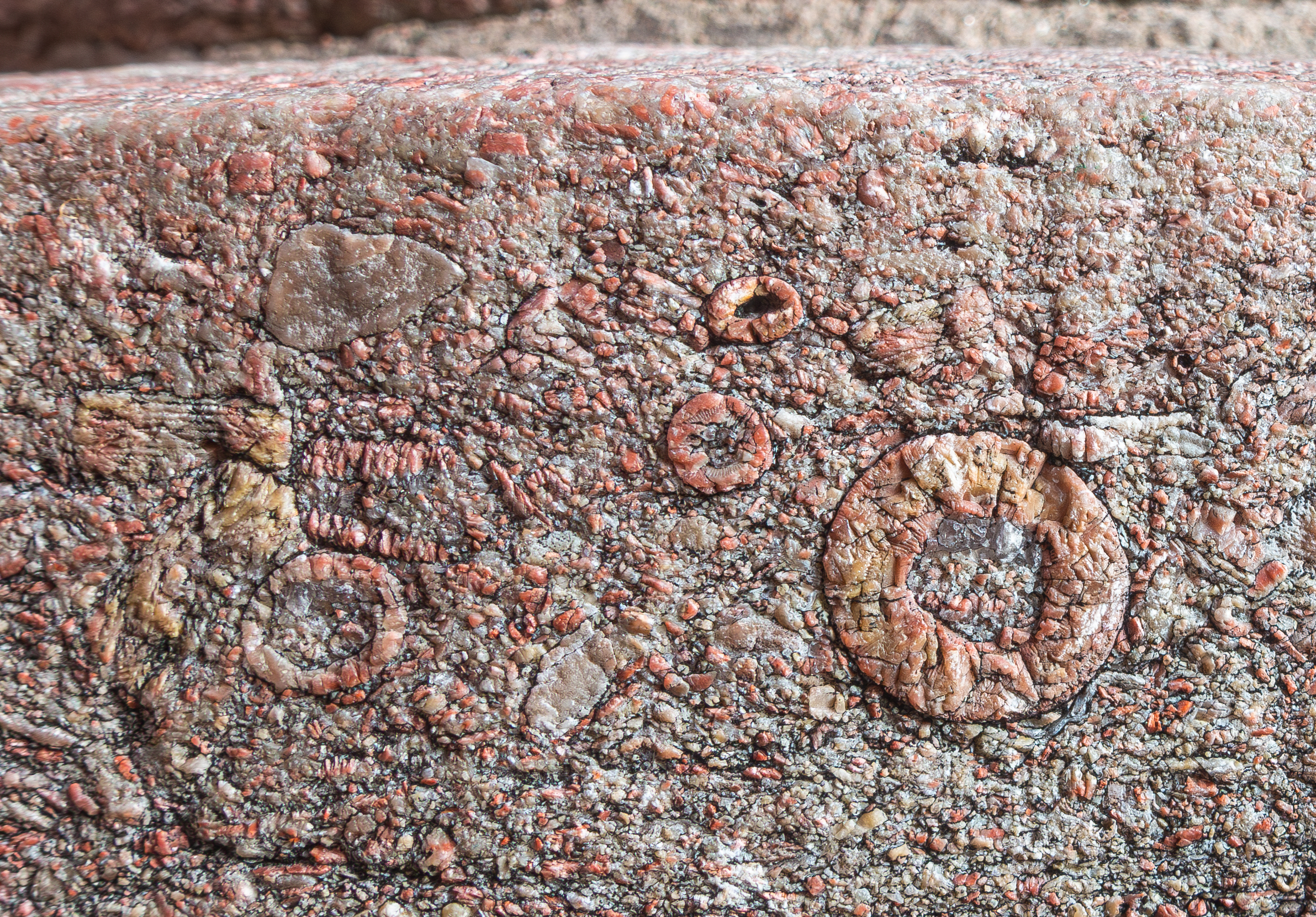
Hoburgsmarmor med sjöliljor (krinoider)